# Galatea Ranzi
Galatea Ranzi, née le 1er janvier 1967 à Rome dans la région du Latium en Italie, est une actrice italienne jouant principalement pour le théâtre et ayant également tourné à plusieurs reprises pour le cinéma et la télévision. Au cours de sa carrière au théâtre, elle a principalement collaboré avec le metteur en scène Luca Ronconi. Elle remporte le Premio Eleonora Duse pour sa saison théâtrale en 2012.

## Biographie
Elle fréquente l’académie nationale d'art dramatique à Rome et débute en 1987 comme actrice de théâtre au sein de la pièce Amor nello specchio de Giovan Battista Andreini mise en scène par Luca Ronconi. Elle débute au cinéma en 1993 au sein du film Fiorile des frères Taviani. Elle exerce principalement au théâtre et, de manière plus irrégulière, au cinéma et à la télévision où elle alterne les seconds rôles et les scènes de figuration. En 2003, elle partage notamment l'affiche de La vita che vorrei de Giuseppe Piccioni avec Sandra Ceccarelli et Luigi Lo Cascio. Actrice régulière des pièces de Ronconi, elle remporte le Premio Eleonora Duse pour sa saison théâtrale en 2012. En 2013, elle apparaît dans le film La grande bellezza de Paolo Sorrentino.

## Filmographie

### Au cinéma
- 1993 : Fiorile de Paolo et Vittorio Taviani
- 1994 : Piccoli orrori de Tonino De Bernardi
- 1996 : Va où ton cœur te porte (Va' dove ti porta il cuore) de Cristina Comencini
- 1999 : Appassionate de Tonino De Bernardi
- 2001 : Eau et Sel (Agua e sal) de Teresa Villaverde
- 2002 : Un viaggio chiamato amore de Michele Placido
- 2003 : Caterina va en ville (Caterina va in città) de Paolo Virzì
- 2003 : Il pranzo della domenica de Carlo Vanzina
- 2004 : La vita che vorrei de Giuseppe Piccioni
- 2004 : Pontormo – Un amore eretico de Giovanni Fago
- 2004 : Notte senza fine d'Elisabetta Sgarbi
- 2004 : Tre metri sopra il cielo de Luca Lucini
- 2005 : The Fine Art of Love: Mine Ha-Ha (L'educazione fisica delle fanciulle) de John Irvin
- 2007 : Ho voglia di te de Luis Prieto.
- 2007 : Come le formiche d’Ilaria Borrelli
- 2008 : Dall'altra parte del mare de Jean Sarto
- 2009 : Aria de Valerio D’Annunzio
- 2012 : Un milione di giorni d’Emanuele Gilberti
- 2013 : La grande bellezza de Paolo Sorrentino
- 2017 : La Fille dans le brouillard (La ragazza nella nebbia) de Donato Carrisi
- 2019 : Copperman d'Eros Puglielli (it)

### À la télévision

#### Téléfilms
- 1988 : L'ombra della spia d’Alessandro Cane
- 2004 : Madame de Salvatore Samperi

#### Séries télévisées
- 1997 : L'avvocato delle donne (Un épisode)
- 1998 : Avvocati
- 2006 : La freccia nera
- 2018 : Baby

## Théâtre
- 1987 : Amor nello specchio de Giovan Battista Andreini, mise en scène de Luca Ronconi
- 1988 : Myrrha de Vittorio Alfieri, mise en scène d'Ottavia Piccolo et Remo Girone (it)
- 1989 : L’Étrange Intermède d'Eugene O'Neill, mise en scène de Luca Ronconi
- 1990 : L'Homme difficile d'Hugo von Hofmannsthal, mise en scène de Luca Ronconi
- 1991 : Les Derniers Jours de l'humanité de Karl Kraus, mise en scène de Luca Ronconi
- 1994 : Le Roi Lear de William Shakespeare, mise en scène de Luca Ronconi
- 1996 : Donna Rosita nubile de Federico Garcia Lorca
- 2000 : Le Songe d'August Strindberg, mise en scène de Luca Ronconi, Piccolo Teatro di Milano
- 2001 : Lolita de Vladimir Nabokov, mise en scène de Luca Ronconi, Piccolo Teatro di Milano
- 2001 : Phoenix de Marina Tsvetaïeva, mise en scène de Luca Ronconi, Piccolo Teatro di Milano
- 2001 : Candelaio de Giordano Bruno, mise en scène de Luca Ronconi, Piccolo Teatro di Milano
- 2002 : Ce que savait Maisie d'Henry James, mise en scène de Luca Ronconi, Piccolo Teatro di Milano
- 2002 : Le Baccanti d'Euripide, mise en scène de Luca Ronconi, Piccolo Teatro di Milano et Théâtre grec de Syracuse
- 2003 : Prométhée enchaîné d'Eschyle, mise en scène de Luca Ronconi, Piccolo Teatro di Milano
- 2005 :Vecchi tempi, de Harold Pinter, mise en scène de Roberto Andò
- 2012 : Mistero doloroso d'Anna Maria Ortese, mise en scène de Luca Ronconi

## Distinctions
- Premio Eleonora Duse pour sa saison théâtrale en 2012.